# Урохидроза
Урохидроза (на латински: urohydrosis) е състояние при някои видове птици, при което те дефекират върху люспестите части на крайниците си, като така създават възможност организмът да се охлади. Терминът е въведен от M. P. Kahl през 1963 г. Той се дължи на очевидната му прилика с друг физиологичен процес при организмите – изпотяването. На гръцки език ouron означава урина, а hidrōs е изпотяване.
Урохидрозата е характерна за няколко вида птици, представители на семействата Щъркелови и Американски лешояди (на латински: Cathartidae). Птиците дефекират върху своите крайници клоакално съдържание, което представлява смес на урина с фекално съдържание. Терминът се използва в частност и при някои видове тюлени, които уринират върху задните плавници, за да не изсъхнат на слънцето.
Урохидрозата е опасна в случаи на опръстенени птици, при които засъхналото съдържание се натрупва между пръстена и крайника и така може да причини травма.